# Purnia
Purnia o Purnea és una ciutat i municipi de Bihar, capital del districte de Purnia. Agafa el nom del regne de Pundra (Paundra, Paundraya, Purnia, etc.) alterat des de purania o purain, flor de lotus, o de pur aranya, adob dels boscos. Els cinc antics regnes orientals (Anga, Banga o Vanga, Kalinga, Pundra i Suhma) tenien un ancestre comú. És a la riba oriental del Saura. Consta als cens del 2001 amb 171.235 habitants (14.007 habitants el 1901). Es va constituir en capital de districte el 1770 i la municipalitat es va formar el 1864.

## Llocs interessants
- Temple Puran Devi
- Temple de Kali Bari